# Skepsis (músico)
Scott Elliott Jenkins es un músico inglés de Beckenham. Es mejor conocido por su sencillo de 2023, «Rave Out», con Turno y Charlotte Plank, que se ubicó en el puesto 37 en la lista de sencillos del Reino Unido; su seguimiento de 2024 con Plank, «Green & Gold» con Rudimental y Riko Dan, se ubicó en el puesto 69. También lanzó el álbum colaborativo Pure Bassline 2 con DJ Q y Jamie Duggan, que se ubicó en el n.° 2 en la lista de álbumes de baile del Reino Unido, y el álbum de estudio de 2021 Faith in Chaos, que se ubicó en el n.° 79 en las descargas de álbumes del Reino Unido.

## Biografía

### Primeros años de vida
Scott Elliott Jenkins es de Beckenham, y asistió a la escuela para niños Langley Park y a una universidad en Canterbury. Se interesó por la música electrónica después de escuchar las obras de The Prodigy y Pendulum. Cuando tenía catorce o quince años, su escuela ganó una subvención del gobierno del Reino Unido para renovar su departamento de música, que solía encargarse iMacs con Logic Pro, lo que impulsó a Jenkins a desarrollar un interés; Inicialmente hizo ritmos de dubstep, drum and bass, rap y trap.
También comenzó a pinchar a los quince años, después de que un tutor llegara a su escuela y le ofreciera lecciones durante el almuerzo; aprendió en Serato, ya que eso era lo que se anunciaba en Langley Park en ese momento, aunque luego pasó a usar un juego de Pioneer CDJ-350 después de ahorrar durante un año. Su primera presentación fue en una conferencia de padres y maestros.

### Obras de Bassline,Pure Bassline 2yFaith in Chaos
En 2013, cuando tenía 17 años, un amigo le presentó a Jenkins «The Grid» el dúo My Nu Leng, con sede en Bristol; enamorado de lo que estaba escuchando, pasó a hacer bassline, siendo sus primeros trabajos de este tipo grabaciones piratas de artistas de grime como Wiley y Skepta. En abril de 2016, él y Bushbaby crearon Lengoland, un grupo de Facebook para música, fiestas e identificación de pistas; luego firmó con CruCast, un sello discográfico creado en el verano de 2016 como canal de YouTube.
En enero de 2017, lanzó su primer sencillo, «Goes Like», y al año siguiente, su álbum colaborativo con DJ Q y Jamie Duggan, Pure Bassline 2, se ubicó en el puesto número 2 en la lista de álbumes de baile del Reino Unido. En enero de 2020, «Behind the Bass: Skepsis», un cortometraje producido por Ranvia Johal que examina Skepsis, proyectado como parte de una serie por graduados de maestría en periodismo en la Universidad Nottingham Trent, y el mes siguiente, Dave Jenkins de DJ Mag escribió que «durante 2016-17», Jenkins, Bru-C y CruCast actúan Darkzy se habían convertido en «nombres familiares para cualquiera que siga el extremo más pesado de la música bass del Reino Unido».
Durante la pandemia, Jenkins produjo el álbum de quince pistas Faith in Chaos; le dijo a Manchester's Finest en noviembre de 2021 que lo había producido con la intención de producir algo que durara un poco más, con el argumento de que los artistas publicaban pistas constantemente y las encontraban rápidamente olvidadas. CruCast lanzó el álbum en octubre de 2021, que Jenkins promocionó con un espectáculo en Ministry of Sound, y que se ubicó en el puesto 79 en la lista de descargas de álbumes del Reino Unido; poco después, se mudó a Liverpool.

### Obras dedrum and bass, «Rave Out» y «Green & Gold»
En abril de 2022, el remix de Jenkins de la pista de drum and bass de «Gold Dust» de DJ Fresh apareció en un paquete de remixes destinado a celebrar el décimo aniversario de la canción, a pesar de que la canción se lanzó por primera vez en 2008 y se relanzó en 2010. Luego, Jenkins se diversificó para crear su propio drum and bass, habiendo usado previamente el género para cerrar sus sets, y en diciembre de 2022, lanzó su pista 'debut' de drum and bass, «Know What It Means» con Raphaella, que se lanzó junto con un vídeo musical dirigido por Eleanor Hann y Ranvia Johal.
El mes siguiente, Jenkins asistió a un campamento de escritores con Ultra Records, que había sido organizado por Turno, un músico de jump-up que había encabezado varias iniciativas relacionadas con la salud mental masculina tras el suicidio de su hermano, incluida la sencillo benéfico «What's On Your Mind». «Rave Out», una colaboración con Turno y Charlotte Plank, fue la primera pista completada en el campamento y habló sobre la salud mental de los hombres; la pista salió en junio de 2023 y entró en el Top 40 del Reino Unido en septiembre de 2023 en el puesto 37, pasó una semana allí. «Rave Out» apareció más tarde en el mixtape de Plank, InHer World. Jenkins y Plank colaboraron nuevamente en febrero de 2024 para «Green & Gold», una colaboración con Rudimental y Riko Dan de Roll Deep, que se ubicó en el puesto 69.

## Arte
En una entrevista de enero de 2017 con UKF Music, afirmó que sus primeros trabajos con líneas de bajo se inspiraron al escuchar «Hypnotic» de Mr. V con D Double E en BBC Radio 1Xtra. Posteriormente utilizó una entrevista de julio de 2017 con The Partae para citar a Pendulum, the Prodigy, My Nu Leng, Netsky y Chris Lorenzo como influencias  y una entrevista de octubre de 2019 con Boohoo.com para citar a Skrillex, Flava D y My Nu Leng.
En una entrevista de marzo de 2023 con Music Radar, Jenkins señaló que no se había desviado de Logic desde que lo conoció y que sus trabajos usaban «mucha» saturación, citando los complementos FabFilter Saturn, iZotope Trash, Newfangled Audio Saturate, Sausage. Fattener y Endless Smile como entre los que usó; También afirmó que usó NI Massive en sus obras, basándose en que «todos» en la escena de la línea de bajo usaron el sintetizador en las suyas. También declaró en julio de 2017 que muchas de sus pistas fueron producidas primero con batería, generalmente comenzando con el drop.